# Alternativkörper
Ein Alternativkörper ist eine Verallgemeinerung des algebraischen Körpers der Mathematik. Bei der Definition des Alternativkörpers verzichtet man auf das Kommutativgesetz und das Assoziativgesetz für die Multiplikation. Stattdessen wird gefordert, dass die Multiplikation die Eigenschaft der Alternativität hat. Alternativkörper wurden 1931 von Max August Zorn eingeführt.
Jeder Schiefkörper ist ein Alternativkörper, jeder Alternativkörper ist zugleich ein Links- und ein Rechtsquasikörper. Endliche Alternativkörper sind stets Körper. (→ Siehe dazu auch: Moufangebene).
Eine wichtige Anwendung finden die Alternativkörper in der synthetischen Geometrie. Ruth Moufang bewies 1933, dass jede Moufangebene isomorph zu einer projektiven Koordinatenebene {\displaystyle \mathbb {P} ^{2}(A)} über einem Alternativkörper {\displaystyle A} ist.

## Definitionen
Eine Menge {\displaystyle M} mit zwei Verknüpfungen {\displaystyle +} und {\displaystyle \cdot } ist ein Alternativkörper, wenn gilt:
- {\displaystyle (M,+)} ist eine abelsche Gruppe, deren neutrales Element als 0 bezeichnet wird;
- {\displaystyle (M\setminus \lbrace 0\rbrace ,\cdot )} ist eine Loop, also eine Quasigruppe mit neutralem Element, das als 1 bezeichnet wird;
- Für die Verknüpfung {\displaystyle \cdot } gilt die Alternativität:

{\displaystyle (A_{1})\quad a\cdot (a\cdot b)=(a\cdot a)\cdot b} und
{\displaystyle (A_{2})\quad a\cdot (b\cdot b)=(a\cdot b)\cdot b},
- es gelten beide Distributivgesetze: {\displaystyle a\cdot (b+c)=a\cdot b+a\cdot c} und {\displaystyle (a+b)\cdot c=a\cdot c+b\cdot c}.

### Kern eines Alternativkörpers
Jeder Alternativkörper ist ein Links- und ein Rechtsquasikörper. Analog zu Quasikörpern kann man für jeden Alternativkörper {\displaystyle A} seinen Kern definieren:
{\displaystyle S=\operatorname {Kern} (A)=\lbrace x\in A:\forall a,b\in A\quad x(ab)=(xa)b\rbrace }.
Dieser Kern {\displaystyle S} ist durch die Definition eindeutig bestimmt und erfüllt mit den Verknüpfungen aus dem Alternativkörper die Axiome eines Schiefkörpers. Der Alternativkörper {\displaystyle A} ist genau dann ein Schiefkörper, wenn er mit seinem Kern übereinstimmt. Beachte, dass der Kern im Allgemeinen kein (im Sinn der Inklusion) maximaler Schiefkörper im Alternativkörper sein muss.

## Eigenschaften
Aus der Alternativität folgt weiterhin das Flexibilitätsgesetz
{\displaystyle (F)\!\,\quad a\cdot (b\cdot a)=(a\cdot b)\cdot a}.
Die beiden Alternativitäten {\displaystyle (A_{1})} und {\displaystyle (A_{2})} und das Flexibilitätsgesetz {\displaystyle (F)} sind „zyklische“ Gesetze: Gelten zwei dieser Gesetze, dann folgt daraus das dritte.
In einem Alternativkörper gelten ferner die Moufang-Identitäten für die Multiplikation:
{\displaystyle [a\cdot (b\cdot a)]\cdot c=a\cdot [b\cdot (a\cdot c)]}
und
{\displaystyle (a\cdot b)\cdot (c\cdot a)=a\cdot [(b\cdot c)\cdot a]}.
Ruth Moufang zeigte 1933, dass drei beliebige unterschiedliche Elemente a, b, c aus einem
Alternativkörper {\displaystyle A}, die der Relation {\displaystyle (a\cdot b)\cdot c=a\cdot (b\cdot c)} genügen, einen Schiefkörper erzeugen. Dies ist eine Verschärfung eines Satzes von Artin. Der Satz von Artin besagt, dass zwei beliebige unterschiedliche Elemente einen Schiefkörper erzeugen. Die so erzeugten Schiefkörper sind genau dann Teilmengen des Kerns von {\displaystyle A}, wenn die erzeugenden Elemente in diesem Kern liegen.
Jeder Alternativkörper ist sowohl ein Links- als auch ein Rechtsmodul über jedem in seinem Kern enthaltenen Schiefkörper, also insbesondere über dem Kern selbst.
Satz von Artin: Jede von zwei Elementen des Alternativkörpers erzeugte Algebra ist assoziativ. Daraus folgt auch die Potenz-Assoziativität von Alternativkörpern.
Satz von Artin und Zorn: Jeder endliche Alternativkörper ist ein endlicher Körper. Der Satz verallgemeinert den Satz von Wedderburn von Schiefkörpern auf Alternativkörper. Daraus folgt, dass jede endliche Moufangebene eine projektive Ebene über einem endlichen Körper ist.
Nach dem Satz von Bruck und Kleinfeld (nach Richard Bruck und Erwin Kleinfeld, auch bewiesen von Skornjakov 1950) ist jeder Alternativkörper mit Charakteristik ungleich 2 entweder assoziativ (das heißt ein Körper oder Schiefkörper) oder hat die Struktur einer Cayley-Dickson-Algebra über ihrem Zentrum. Dabei sind Cayley-Dickson-Algebren solche, die durch das Cayley-Dickson-Verfahren erzeugt werde. Das Zentrum des Alternativkörpers R ist definiert als Menge der Elemente {\displaystyle c} von R für die gilt {\displaystyle xc=cx} und {\displaystyle c(xy)=(cx)y=x(cy)} für alle {\displaystyle x,y} aus R.

## Beispiele
- Das bekannteste Beispiel eines „echten“ Alternativkörpers, der also kein Schiefkörper ist, sind die (reellen) Oktonionen {\displaystyle \mathbb {O} }. Der Kern dieses Alternativkörpers ist der Körper der reellen Zahlen. Daneben enthält {\displaystyle \mathbb {O} } unendlich viele zu den komplexen Zahlen isomorphe Körper.
- Jeder Körper und allgemeiner jeder Schiefkörper ist ein Beispiel für einen Alternativkörper.

## Belege
1. ↑  Zorn (1931)
2. ↑  Moufang (1933)
3. ↑   Alternative fields by Hauke Klein HTML (engl.)
4. ↑  Moufang (1933)
5. ↑  Richard Schafer, An introduction to non-associative algebras, Academic Press 1966, S. 29
6. ↑  Max Zorn, Theorie der alternativen Ringe, Abhandlungen aus dem Mathematischen Seminar der Universität Hamburg, Band 8,1930, S. 123–147. Dort Emil Artin zugeschrieben.
7. ↑  R. H. Bruck, Erwin Kleinfeld, The structure of alternative division rings, Proc. Am. Math. Soc., Band 2, 1951, S. 878–890, jstor, erste Seite
8. ↑  H. Mehrtens, Artikel Ruth Moufang, in Dictionary of Scientific Biography, Band 18 (Supplement), S. 659